# We Are the Others
We Are the Others is het derde album van de Nederlandse symfonische-metalband Delain.

## Geschiedenis en beschrijving
Het album verscheen op 1 juni 2012. De eerste single ervan, Get the Devil Out of Me, kwam uit op 13 april 2012.
Een aantal nummers op het album begint en eindigt wat harder dan de nummers op voorgaande albums, waarna de band iets gas terugneemt zodra Charlotte Wessels begint te zingen. Bijna alle nummers hebben een opbouw met refrein.
De tekst van de titeltrack We Are the Others is geïnspireerd op een tragisch voorval uit 2007, toen het Britse meisje Sophie Lancaster samen met haar vriend werd mishandeld, en daardoor uiteindelijk overleed, door een gewelddadige groep jongeren om hun 'alternatieve' uiterlijk. Charlotte Wessels zei erover dat ze een nummer wilden maken over elkaar accepteren, ongeacht wie je bent en of je wel of niet voldoet aan de 'norm' die je omgeving je oplegt.

## Tracklist

### Standaardeditie
1. Mother Machine - 4:34
2. Electricity - 4:14
3. We Are the Others - 3:17
4. Milk and Honey - 4:26
5. Hit Me with Your Best Shot - 3:59
6. I Want You - 4:52
7. Where Is the Blood (feat. Burton C. Bell) - 3:16
8. Generation Me - 3:43
9. Babylon - 4:06
10. Are You Done with Me - 3:05
11. Get the Devil Out of Me - 3:21
12. Not Enough - 4:43

### Bonustracks (opdigipack)
- (met gastmuzikant Marco Hietala van Nightwish) op alle vier de livetracks.

1. The Gathering (live in 2009) - 4:01
2. Control the Storm (live in 2009) - 4:14
3. Shattered (live in 2009) - 4:20
4. Sleepwalkers Dream (live in 2009) - 4:33

### Bonustracks (op Japanse editie)
1. Come Closer (live) - 4:33

## Bandleden
- Charlotte Wessels - zanger
- Martijn Westerholt - toetsen
- Otto Schimmelpennick van der Oije - basgitaar
- Sander Zoer - drums
- Guus Eikens - slaggitaar
- Oliver Philipps - gitaar (gastmuzikant)
- Timo Somers - gitaar
- Henka Johansson - overige drums (gastmuzikant)

## Hitnoteringen
| Album met eventuele hitnotering(en) in de Nederlandse Album Top 100 | Datum van verschijnen | Datum van binnenkomst | Hoogste positie | Aantal weken | Opmerkingen |
| ------------------------------------------------------------------- | --------------------- | --------------------- | --------------- | ------------ | ----------- |
| We Are the Others                                                   | 01-06-2012            | 09-06-2012            | 4               | 3*           |             |

| Album met hitnotering(en) in de Vlaamse Ultratop 200 albums | Datum van verschijnen | Datum van binnenkomst | Hoogste positie | Aantal weken | Opmerkingen |
| ----------------------------------------------------------- | --------------------- | --------------------- | --------------- | ------------ | ----------- |
| We Are the Others                                           | 2012                  | 09-06-2012            | 82              | 3*           |             |